# ألبرت برنارد
ألبرت برنارد (بالإنجليزية:Albert Bernard) وإسمه الكامل ألبرت بول جوزيف جي. برنارد (بالإنجليزية:Albert Paul Joseph G. Bernard) هو مبارز بلجيكي ولد في 16 مارس 1917. تنافس في مسابقة المبارزة الجماعية في دورة الألعاب الأولمبية الصيفية لعام 1952 وتوفي عن عمر 108 سنة.

## وصلات خارجية
- ألبرت برنارد على موقع أوليمبيديا (الإنجليزية)